# Sunday Airlines
Sunday Airlines est une compagnie aérienne charter basée au Kazakhstan à l'aéroport international d'Almaty. C'est une filiale de SCAT Airlines.

## Histoire
La compagnie aérienne a débuté ses activités en 2013.

## Flotte

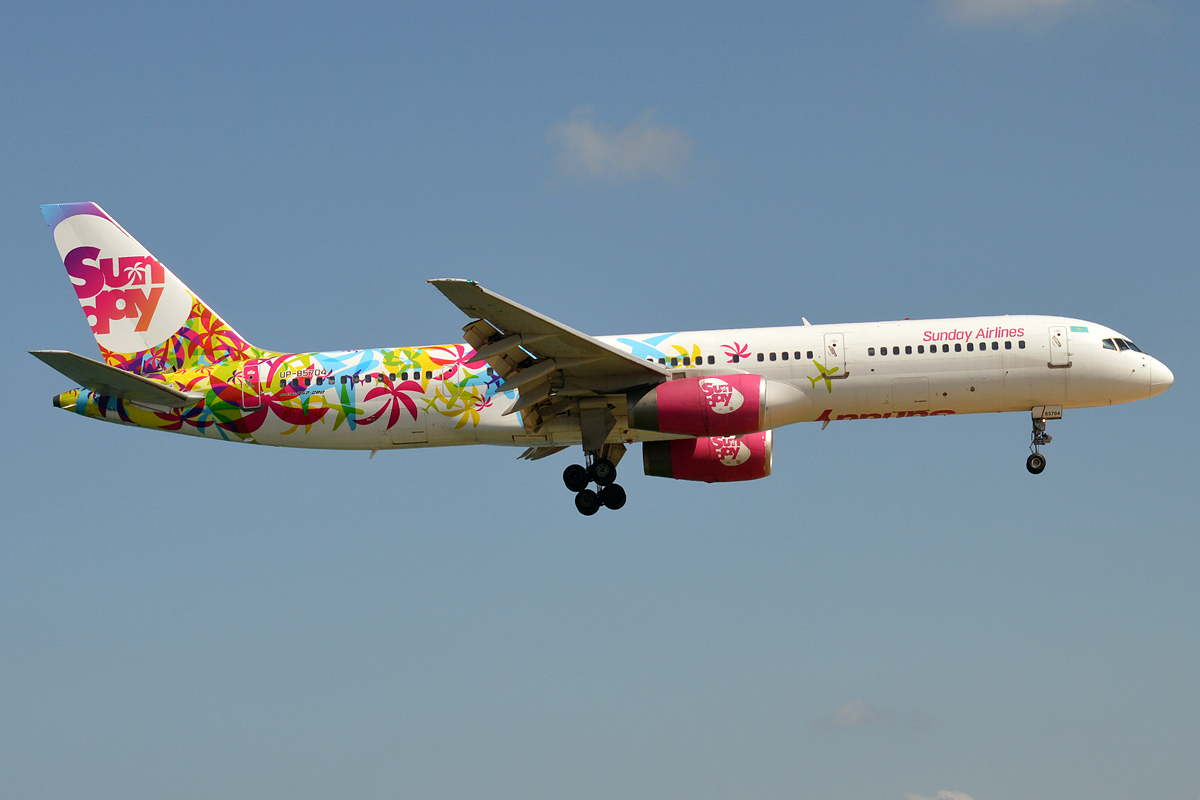
Sunday Airlines, UP-B5704, Boeing 757-21B

En octobre 2020, la flotte de Sunday Airlines comprend les avions suivants, :

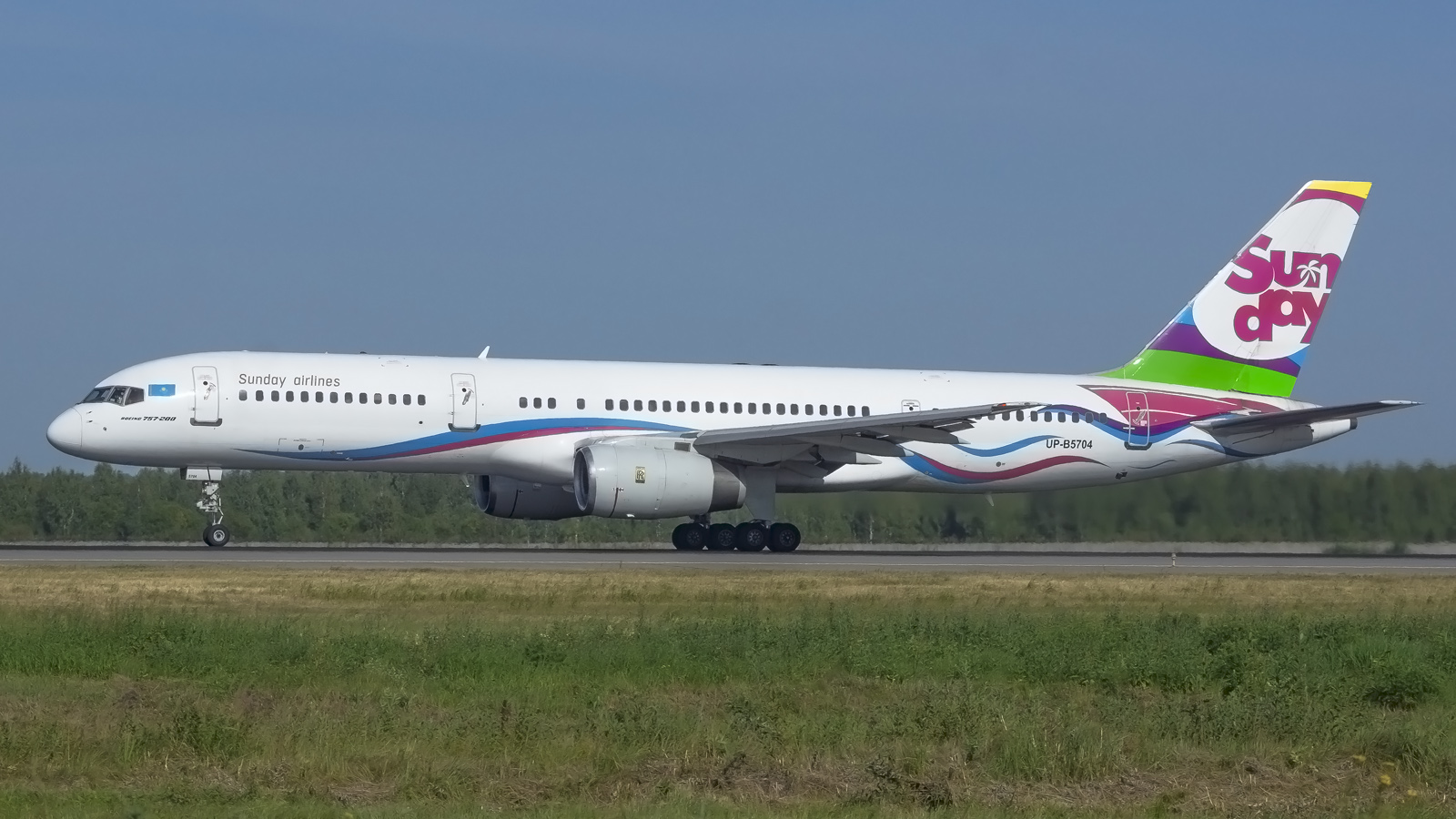
Boeing 757-200 de Sunday Airlines
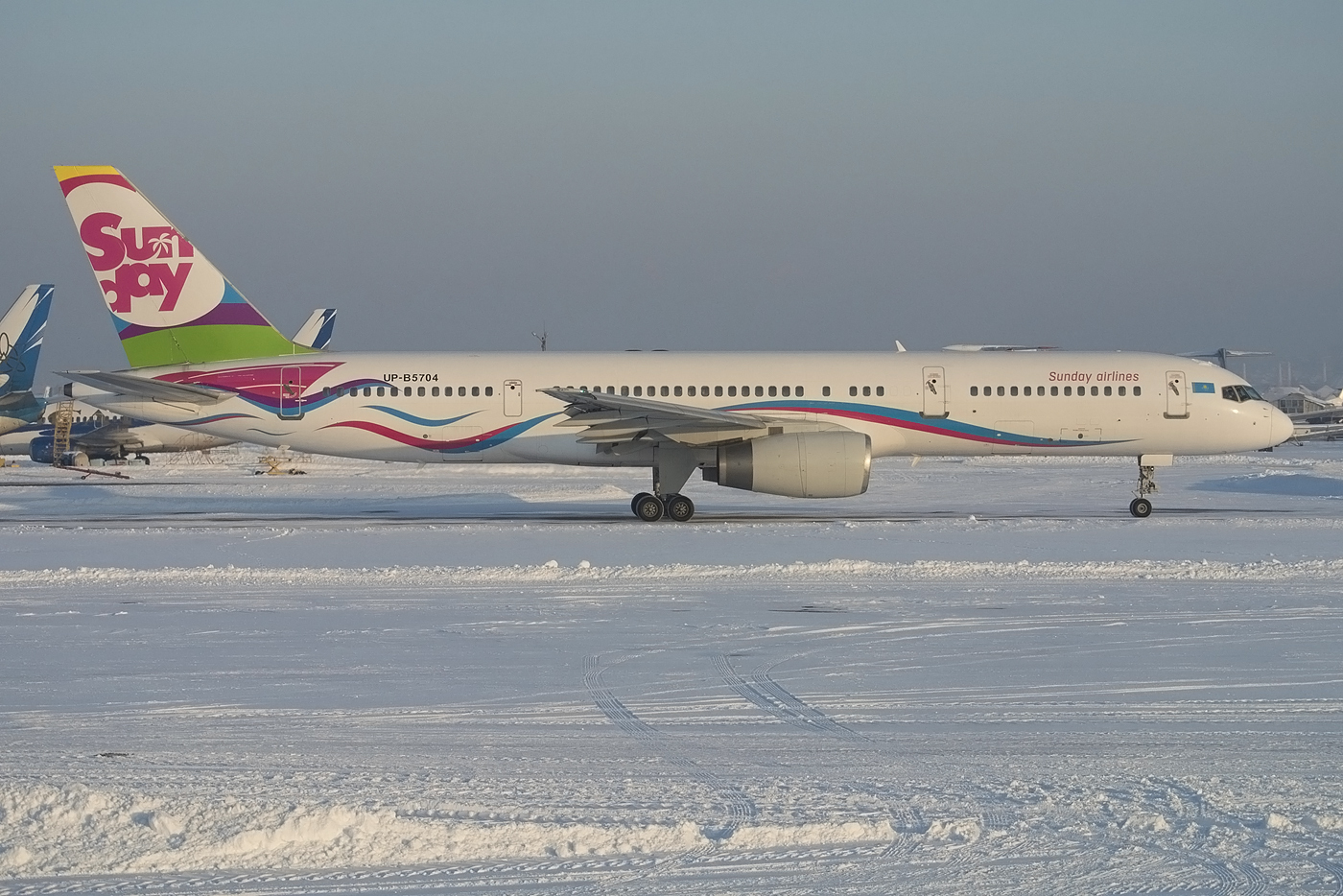
Boeing 757
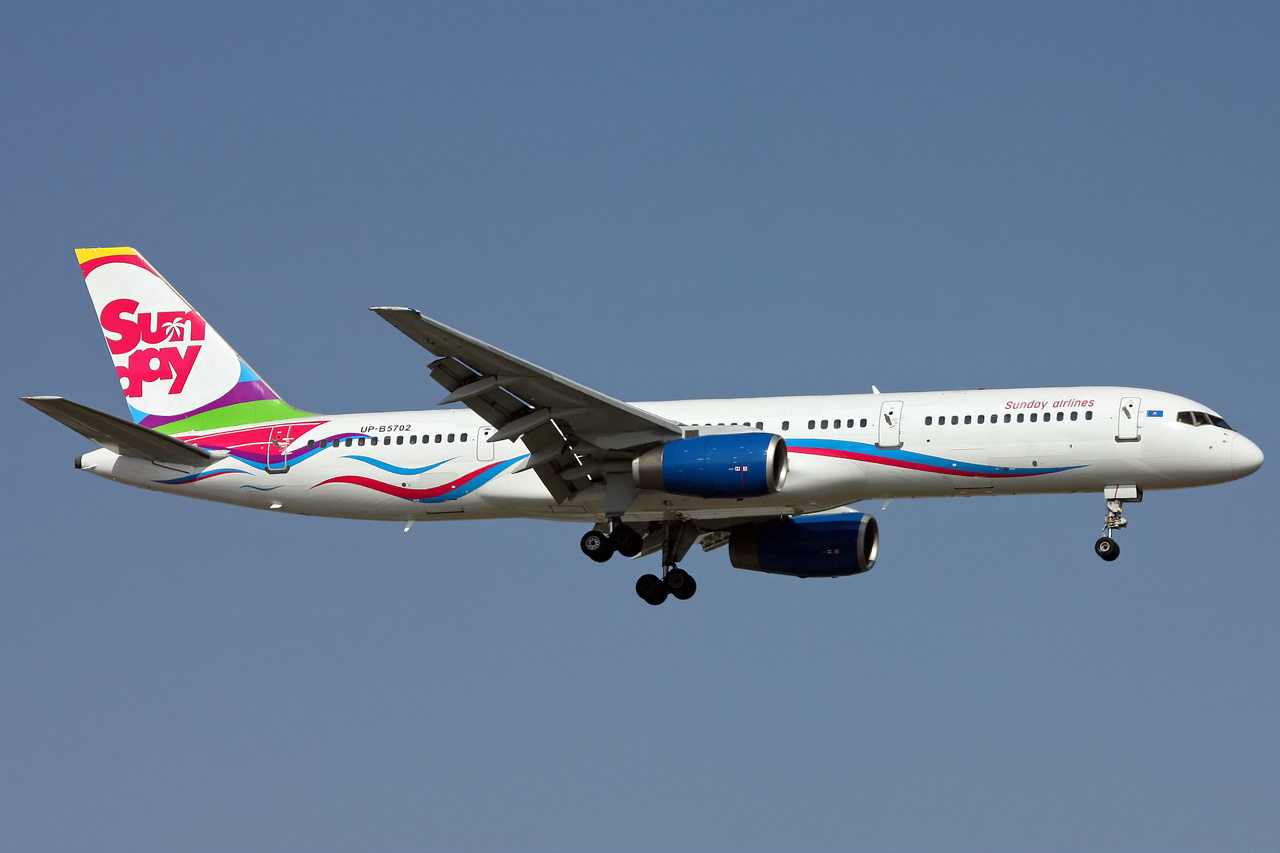
Boeing de la compagnie à Antalya
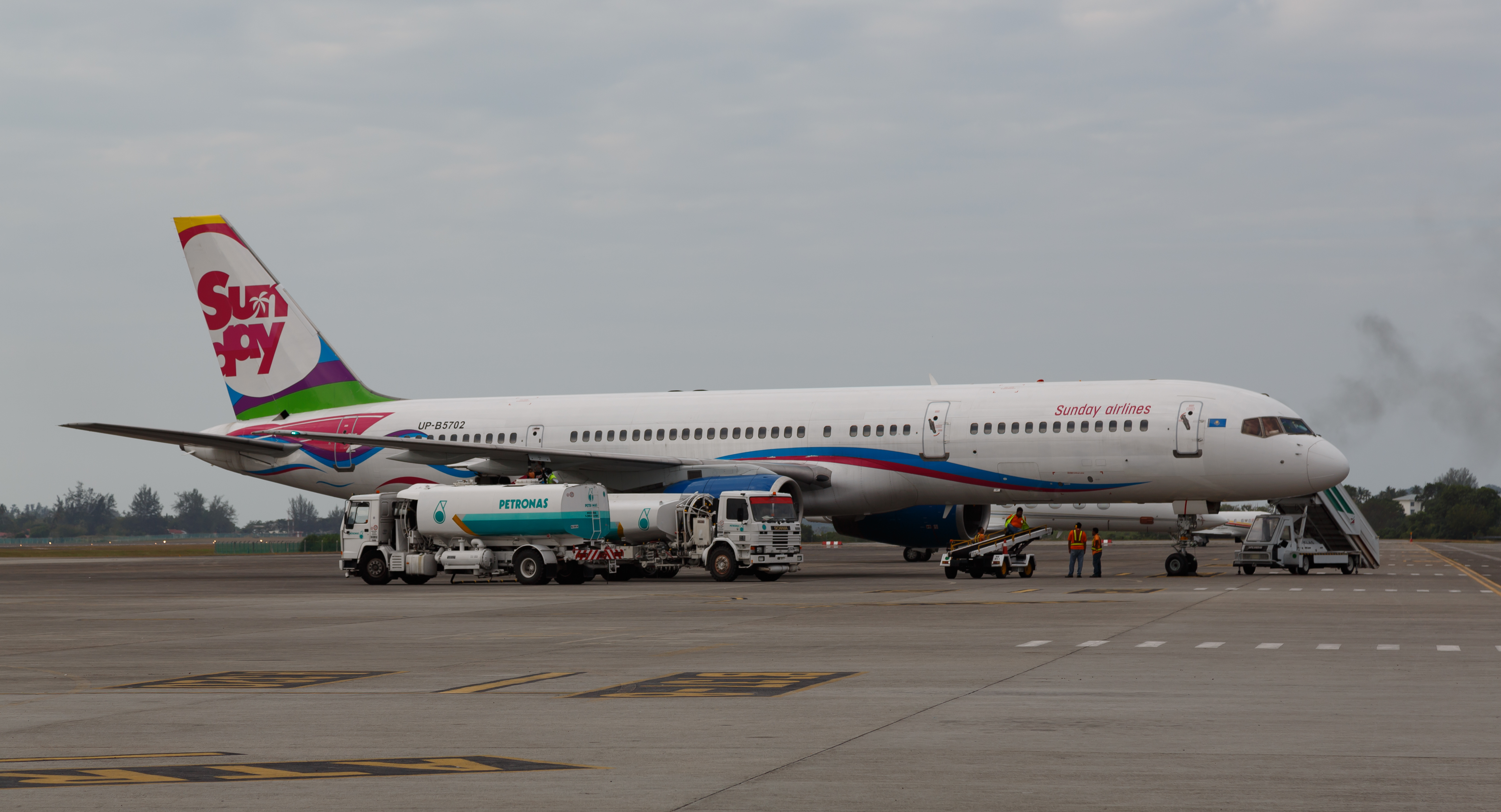
Sunday Airlines à l'aéroport de Langkawi